# 야율직로고
서요 말황제 야율직로고(西遼 末皇帝 耶律直魯古, 1153년? ~ 1213년)은 서요의 제 3대 황제(재위 : 1177년 - 1211년). 시호가 없기 때문에, 서요의 말제(末帝)로 불린다.

## 생애
1163년 아버지 인종 야율이열(耶律夷列)이 일찍 사망했을 때 아직 어렸기 때문에, 야율이열의 누이 야율보속완이 수렴청정을 하였다. 1177년 보속완은 남편 소타로불(蕭朶魯不)을 참살하였고, 시아버지인 소알리랄에 의해 보속완의 사통남이자 알리랄의 또 다른 아들 소박고지사리(蕭朴古只沙里)와 함께 살해된다. 알리랄은 직로고의 맏형 만왕(蛮王)을 옹립 했지만, 반대파가 직로고를 옹립하여, 만왕과 알리랄을 살해하였다. 이로 인해 왕족 중에서 유일한 생존한 직로고가 즉위했다. 그러나, 직로고는 맏형을 살해하여 덕망이 없고, 어리석은 인물로, 속국인 호라즘 제국이나 사마르칸트의 서 카라한 왕조, 천산 위구르 왕국 등이 독립되는 등, 서요는 점차 쇠퇴하는 경향을 보였다.
특히 1200년에 즉위한 호라즘 샤 왕조의 알라 웃딘 무함마드는 호라산 이남 이란, 아프가니스탄 지역에 활발한 원정과 지방 지배를 실시하여 국력을 증강하여, 당시 이란 지역과 아프가니스탄 지역을 점령하고 있던 서요로부터의 독립을 목표로 하여, 마와라안나훌의 서 카라한 왕조의 우스만과 연합하여, 반항을 기획하였다. 1208년에 서요가 이란 지역에 파견한 관리가 살해당하자 호라즘 제국과 카라한 왕조 연합군이 시르다리야강을 건너 서요에 침공했지만, 서요군은 연합군을 크게 격퇴했다.
1208년 칭기즈 칸에 패배하고 쫓겨난 나이만 족의 왕자 쿠츨루크(屈出律)를 보호하고, 자신의 사위로서 맞이하는 등 후대하고, 칭기즈 칸의 중앙아시아 정벌에 대비하려고 했다. 그러나, 1211년에 나라를 재정비한 무함마드와 카라한 왕조의 우스만이 다시 쳐들어오자 직로고는 이에 대항하고자 장군 타얀크가 인솔하는 원정군에 사마르칸트를 포위하였지만, 왕의 부재의 틈을 탄 쿠츨루크는 서요 본국에서 반란을 일으켰다. 쿠츨루크는 사전에 무함마드와 내통하여, 마와라안나훌 서쪽 땅과 파미르 고원 동쪽의 서요 본국을 무함마드와 분할할 것을 결정하였다. 쿠츨루크는 오트랄 하류의 워즈칸드에 있었다고 하는 서요 황제의 보물창고를 약탈하고, 수도 베라사군을 노렸다. 직로고는 스스로 군을 인솔해 쿠츨루크의 반란군을 격퇴했지만, 이번은 수도 베라사군에서도 거주자들이 무함마드를 군주로서 맞이하기 위해 반란을 일으켜, 스스로 수도를 함락시키지 않으면 안 되게 되었다. 직로고는 베라사군을 16일간의 포위의 뒤에 함락시켜, 몇없는 주민들을 학살하기까지 하면서 되찾았지만, 쿠츨루크로부터 탈환한 보물 창고의 재보의 처우를 둘러싸고 신하들과 불화가 되어서, 군을 철군을 하도록 명했다. 이것이 화가 되어 쿠츨루크의 반격을 당하여, 직로고는 포로가 되었다.
이 쿠데타에 의해서 직로고는 실권을 빼앗겼다. 같은 연도에 쿠츨루크의 쿠데타가 일어나자마자, 동방의 피지배층인 위구르족이 서요를 배신하고 칭기즈 칸의 몽골 제국에게 귀순하였고, 서요는 호라즘 샤 왕조, 카라한 칸국, 위구르족을 3개의 속국 및 피지배층들을 동시에 잃게 되었다. 1213년에 사망할 때까지, 쿠츨르크는 장인 야율직로고를 상황으로 대접하고 있었지만, 서요는 사실상 쿠츨루크의 찬탈에 의해서 멸망한 셈이 되었고, 쿠츨루크는 몇년 후에 자신을 추격한 칭기스 칸에게 비참한 최후를 맞이한다.
| 전임 서요 인종 | 제3대 서요의 황제 1177년 ~ 1211년 | 후임 서요 결제 |